# 余杭区
余杭区（よこう-く）は中華人民共和国浙江省杭州市に位置する市轄区。杭嘉湖平原の南端にあたる。

## 歴史
秦代に余杭県が設置された。中華人民共和国成立後、杭県や臨安県に編入された時期があったが、復活した。1994年、県から県級市に昇格。2001年に杭州市の市轄区に改編された。2021年に東部が臨平区として分立。

## 行政区画
- 街道：余杭街道、倉前街道、閑林街道、五常街道、中泰街道、仁和街道、良渚街道
- 鎮：瓶窯鎮、径山鎮、黄湖鎮、鸕鳥鎮、百丈鎮